# 黃桂鑣
黃桂鑣，字月池，廣東順德府杏坛镇龙潭朱曹坊人，清朝政治人物，進士出身。
同治四年（1865年）登乙丑科進士，授戶部主事。